# Mesophlebion beccarianum
Mesophlebion beccarianum là một loài thực vật có mạch trong họ Thelypteridaceae. Loài này được (Ces.) Holttum mô tả khoa học đầu tiên năm 1975.